# Zamek w Kołodnie-Lisowszczyznie
Zamek w Kołodnie-Lisowszczyznie – pozostałości zamku (umocnień ziemnych) z czasów wojen z Tatarami na wzgórzu Głowa